# 東近江市立朝桜中学校
東近江市立朝桜中学校（ひがしおうみしりつ ちょうおうちゅうがっこう）は、滋賀県東近江市市子川原町にある公立中学校。

## 沿革
- 1947年（昭和22年）4月20日 - 朝日野村立朝日野中学校・桜川村立桜川中学校開校
- 1948年（昭和23年）9月13日 - 朝日野村・桜川村学校組合立朝桜中学校設置認可（創立記念日）
- 1955年（昭和30年）4月1日 - 朝日野村と桜川村の合併により蒲生町となり、蒲生町立朝桜中学校に改称
- 2006年（平成18年）1月1日 - 蒲生町を含む2町の東近江市への編入合併により東近江市となり、東近江市立朝桜中学校に改称

## 通学区域
旧蒲生町の全域
- 東近江市立蒲生西小学校
- 東近江市立蒲生東小学校
- 東近江市立蒲生北小学校

## 交通アクセス
- 近江鉄道本線桜川駅下車し徒歩15分